# Cassiope fastigiata
Cassiope fastigiata là một loài thực vật có hoa trong họ Thạch nam. Loài này được (Wall.) D.Don mô tả khoa học đầu tiên năm 1834.

## Hình ảnh

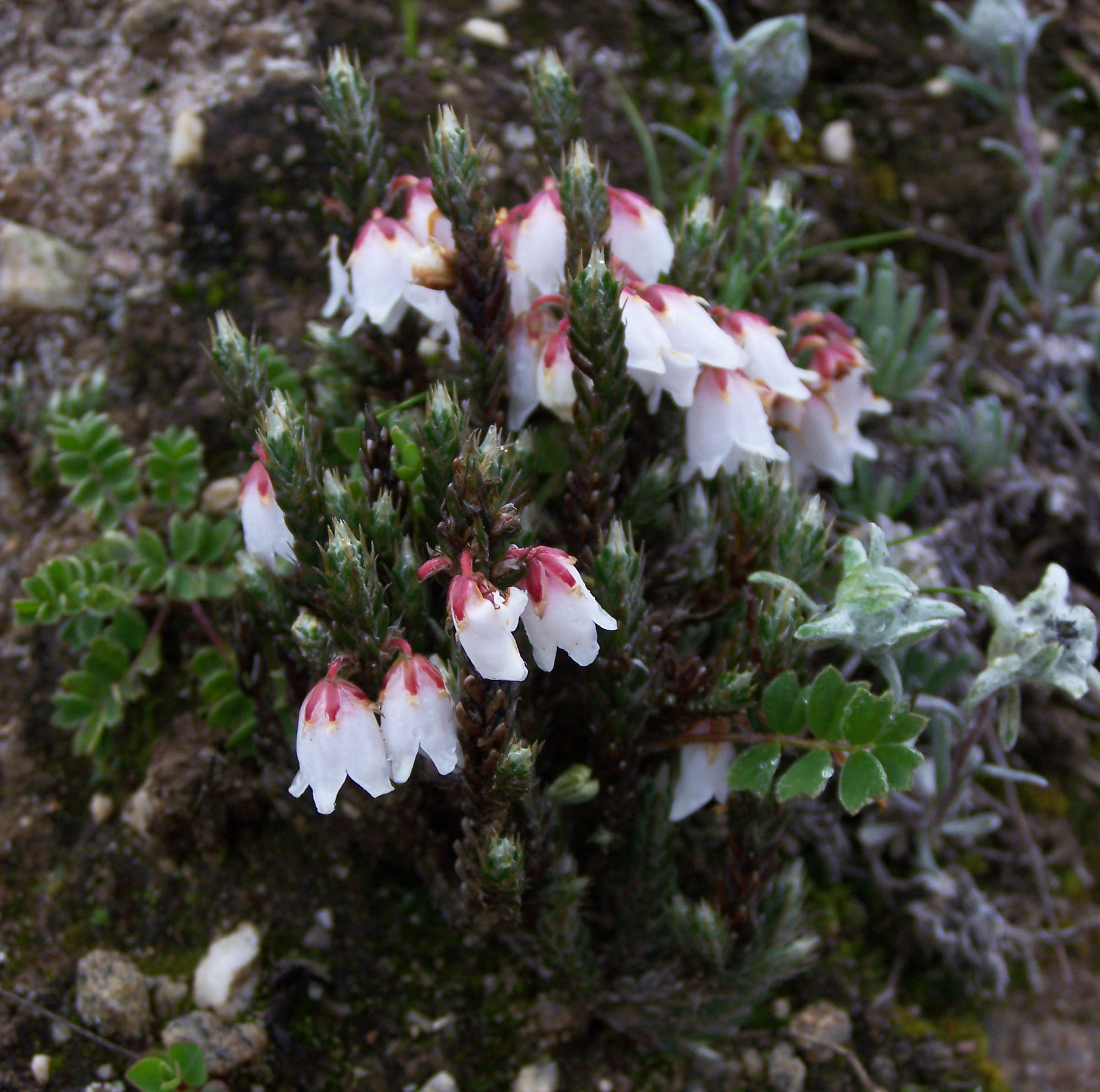